# Prix Mainichi des arts
Le prix Mainichi des arts (毎日芸術賞, Mainichi Geijutsushō) est décerné chaque année depuis 1959 par l'éditeur japonais Mainichi Shimbun pour des réalisations artistiques exceptionnelles en littérature, au théâtre, en musique, dans les arts visuels et au cinéma. Les noms des lauréats sont toujours annoncés le Nouvel An de l'année suivante.

## Liste des lauréats
La liste qui suit est basée sur l'année de l'attribution, et non l'année de l'annonce.
- 1959 Yasushi Inoue, Matsumoto Hakuō VIII, Michio Mamiya
- 1960 Fumio Niwa pour Kao (顔) u.a., Ken Domon
- 1961 Eiji Yoshikawa pour Shihontai heiki (私本太平記) u.a., Masaki Kobayashi pour Ningen no jōken (人間の条件), Fujima Kanjūrō VIII,  Kazuko Yasukawa
- 1962 Junichirō Tanizaki pour Journal d'un vieux fou (瘋癲老人日記), Naoya Uchimura, Bandō Mitsugorō VIII
- 1963 Seiichi Funabashi pour Aru onna no enkei (ある女の遠景), Kaneto Shindō pour Haha (母)
- 1964 Harube Ima pour (鉄砲祭前夜), Yukio Mishima pour Kinu to meisatsu (絹と明察)
- 1965 Fujio Noguchi pour Shūsei Tokuda-den (徳田秋声伝), Kon Ichikawa pour Tokyo Olympics (東京オリンピック)
- 1966 Akira Miyoshi, Osamu Takizawa, Kenzō Okada
- 1967 Ryōtarō Shiba pour Junshi (殉死)
- 1968 Haruko Sugimura, Sōsuke Mogi, Kaii Higashiyama
- 1969 Matsuyo Akimoto pour Kasabuta shikibukō (かさぶた式部考), Ken Hirano pour Bungei jihyō (文藝時評), Shikō Munakata
- 1970 Eijirō Tōno, Yōji Yamada
- 1971 Shōhei Ōoka pour Leyte senki (レイテ戦記), Yaichi Kusube, Kunio Maekawa, Kazuko Yasukawa, Kanji Tsurusawa, Yoshikazu Shirakawa
- 1972 Kunio Tsuji pour Haikyōsha Julianus (背教者ユリアヌス), Jūkichi Uno
- 1973 Michio Sakurama
- 1974 Masahiko Ara pour Sōseki kenkyū nenpyō (漱石研究年表), Isuzu Yamada
- 1975 Tatsuya Nakadai, Sō Kuramoto
- 1976 Kazuyuki Tōyama pour Chopin  (ショパン), Hisaya Morishige
- 1977 Tōru Terada, Kishō Kurokawa
- 1978 Sawako Ariyoshi, Tasasu Iizawa pour Yoru no warai  (夜の笑い), Tadahiko Hayashi
- 1979 Atsuko Azuma, Kishin Shinoyama, la troupe de comédiens Zenshinza, Junji Kinoshita pour Shigosen no matsuri (子午線の祀り)
- 1980 Kunitarō Kawarasaki, Hajime Shinoda pour Nihon no gendai shōsetsu  (日本の現代小説), Hiroshi Wakasugi, Fubuki Koshiji
- 1981 Yōko Morishita, Shin'ya Fujiwara
- 1982 Ineko Sata pour Natsu no shiori (夏の栞), Matsumoto Hakuō VIII, Yasuko Hayashi
- 1983 Tsutomu Minakami pour Ryōkan (良寛), Takashi Asahina, Ichikawa Ennosuke III, Arata Isozaki
- 1984 Akira Yoshimura pour Tsumetai natsu, atsui natsu  (冷い夏、熱い夏), Shōichirō Sasaki, Yasue Yamamoto
- 1985 Hiroko Takenishi pour Yamagawa Tomiko (山川登美子)
- 1986 Kazuo Kitamura, Tadao Andō, Orchestre symphonique de la NHK
- 1987 Yoshiko Shibaki pour Yuki mai (雪舞い), Yukio Fukamachi
- 1988 Toshi Ichiyanagi, Minosuke Yoshida, Kiyoshi Atsumi
- 1989 Shōhei Imamura, Junji Kinoshita
- 1990 Tōru Takemitsu, Shūgo Honda pour Shiga Naoya, Mitsuko Mori
- 1991 Yūichi Takai pour Masaaki Tachihara
- 1992 Nakamura Kanjirō III, Sakata Tōjūrō, Taichi Yamada
- 1993 Shūsaku Endō pour Fukai kawa (深い河), Teizō Matsumura, Sugako Hashida
- 1994 Kazuyoshi Akiyama, Hiroko Kōda, Tadanori Yokoo, Takeshi Tsuchitani
- 1995 Masayuki Imai, Nobuko Imai, Tsuneo Enari, GHETTO Bühnenkunst Hyōgō
- 1996 Yoshikichi Furui pour Shirokami no uta (白髪の歌), Kōhei Oguri pour Nemuru otoko (眠る男), Tetsuko Kuroyanagi, Akiko Baba
- 1997 Kim Seok-beom pour Kazantō  (火山島), Yasuo Irisawa, Bandō Tamasaburō V, Hayao Miyazaki
- 1998 Yōko Hagiwara pour la trilogie Irakusa no ie (蕁麻の家), Mori Sumio, Kataoka Nizaemon
- 1999 Yukio Ninagawa, Takashi Okai, Taeko Kōno pour Gonichi no hanashi (後日の話), Ken Takakura
- 2000 Kuroi Senji pour Hane to tsubasa (羽根と翼), Nagisa Ōshima pour Gohatto (御法度), Sayuri Yoshinaga
- 2001 Yukiko Katō pour Chōkō (長江), Rei Asami, Shugyō Takaha
- 2002 Hisashi Inoue (太鼓たたいて笛吹いて), Seiji Ozawa, Takayuki Kiyōka
- 2003 Takako Takahashi pour Kirei na hito (きれいな人), Nobuko Katsura, Sumitayū Takemoto
- 2004 Minoru Nakamura pour Watashi no Shōwa-shi (私の昭和史), Toshio Mae, Hideo Kanze, Ryūsuke Numajiri
- 2005 Juntarō Tanikawa Chagall to ki no ha (シャガールと木の葉), Taku Miki pour Hakushū Kitahara, Tomoko Naraoka
- 2006 Hiroshi Shino pour Midori no shamen (緑の斜面), Osamu Tsukasa pour Bronze no chichūkai (ブロンズの地中海), Nakamura Kichiemon II, Hidenori Inoue
- 2007 Hitomi Okamoto pour Gogo no isu (午後の椅子), Noda Hideki pour THE BEE, Yumie Hiraiwa pour Le voyage en Occident (西遊記), Eikō Hosoe, Ryōko Moriyama
- 2008 Gōzō Yoshimasu pour (表紙 omote-gami), Katsura Funakoshi, Michiko Nagai, Kikugorō Onoe, Ishiuchi Miyako
- 2009 Ran Ōtori, Kengo Kuma, Masato Seki, Noboru Tsujihara pour Yurusarezaru sha (許されざる者), Keiko Tōyama, prix spécial : Tōta Kaneko
- 2010 Yū Akiyama, Ōmine Akira, Ryū Murakami pour Utau kujira (歌うクジラ), Yasumasa Morimura, Miyako Yoshida, prix spécial : Yūzō Kayama
- 2011 Ishitobi Hakkō, Kikuhata Mokuma, Yūko Tsushima, Toyotake Sakitayū, Shigeru Ban, prix spécial : Saori Yuki
- 2012 Takano Kimihiko pour Kōhone-gawa (河骨川), Tatsuno Toeko, Shinji Tanimura, TV-man Union, Bandō Mitsugorō X, prix spécial : Nobuyoshi Araki
- 2013 Osada Hiroshi, Hira Mikijirō, Aoki Noe, Seki Kazumi,　prix spécial : Ei Rokosuke